# 4-Nin wa Sorezore Uso wo Tsuku
4-Nin wa Sorezore Uso wo Tsuku (4人はそれぞれウソをつく?), también conocida como The Little Lies We All Tell en inglés, es una serie de manga japonesa escrita e ilustrada por Madoka Kashihara. Se ha serializado en la revista de manga shōnen de Kodansha Bessatsu Shōnen Magazine desde abril de 2020. Una adaptación de la serie de televisión de anime de Studio Flad se estrenó en octubre de 2022.

## Sinopsis
Rikka, Chiyo, Sekine y Tsubasa son las cuatro amigas más cercanas de la clase. Sin embargo, de hecho, cada uno de ellos tenía un secreto que no podían contarse, y mucho menos a su alrededor. De hecho, Rikka es un extraterrestre, Chiyo es un ninja, Sekine es un psíquico que puede leer la mente de las personas y Tsubasa es un estudiante que reemplazó a su hermana mayor y se vistió de niña.

## Personajes
Rikka (リッカ?)
 Seiyū: Chiemi Tanaka
Chiyo (千代?)
 Seiyū: Natsumi Murakami
Sekine (関根?)
 Seiyū: Ayane Sakura
Tsubasa (翼?) / Tsuyoshi (剛?)
 Seiyū: Megumi Han
Tsubasa (つばさ?)
 Seiyū: Yu Serizawa
Hanzō (半蔵?)
 Seiyū: Yūya Hirose
Brian-sensei (ブライアン先生 Buraian-sensei?)
 Seiyū: Yōji Ueda
Masukuma (マスクマ?)
 Seiyū: Tomoko Kaneda
Narrator (ナレーション Narēshon?)
 Seiyū: Hōchū Ōtsuka

## Contenido de la obra

### Manga
Una adaptación a manga de Kino comenzó a serializarse en la revista de manga shōnen de Kodansha Bessatsu Shōnen Magazine el 9 de abril de 2020. Kodansha ha recopilado sus capítulos en volúmenes tankōbon individuales. El primer volumen se publicó el 17 de diciembre de 2020. Al 7 de abril de 2022, se publicaron dos volúmenes. 
| Volúmenes de manga publicados | Volúmenes de manga publicados | Volúmenes de manga publicados |
| Número                        | Fecha de publicación          | ISBN                          |
| ----------------------------- | ----------------------------- | ----------------------------- |
| 1                             | 17 de diciembre de 2020       | ISBN 978-4-06-522479-3        |
| 2                             | 7 de abril de 2022            | ISBN 978-4-06-527535-1        |

### Anime
En marzo de 2022, se anunció que la serie recibirá una adaptación de serie de televisión de anime. Está producido por Studio Flad y dirigido por Makoto Hoshino, con guiones escritos por Megumi Shimizu, diseños de personajes a cargo de Ruriko Watanabe y música compuesta por Tomoki Kikuya. La serie se estrenó el 16 de octubre de 2022 en ABC y en el bloque de programación ANiMAZiNG!!! de TV Asahi. El tema de apertura es "Eclipse" de Nacherry, una unidad de voz compuesta por Chiemi Tanaka y Natsumi Murakami, mientras que el tema de cierre es "For 4 Forever" de Chiemi Tanaka, Natsumi Murakami, Ayane Sakura y Megumi Han como sus respectivos personajes. Crunchyroll obtuvo la licencia de la serie fuera de Asia.